# Mechanitis phasianita
Mechanitis phasianita är en fjärilsart som beskrevs av Richard Haensch 1905. Mechanitis phasianita ingår i släktet Mechanitis och familjen praktfjärilar. Inga underarter finns listade i Catalogue of Life.